# Daphnia similis
Daphnia similis är en kräftdjursart som beskrevs av Claus 1876. Daphnia similis ingår i släktet Daphnia och familjen Daphniidae. Inga underarter finns listade i Catalogue of Life.